# 壽站
壽站（日语：／ Kotobuki eki */?）是位於日本山梨縣富士吉田市上暮地，屬於富士急行大月線的車站，車站編號為FJ12。

## 歷史
- 1929年（昭和4年）6月19日：富士山麓電氣鐵道的暮地站開業。
- 1960年（昭和35年）5月30日：公司名改為富士急行。
- 1981年（昭和56年）1月11日：站名改為壽站。

## 車站結構
本站為側式月台1面1線的地面車站。

## 使用情況
2013年度（平成25年度）1日平均上下車人次為369人。

## 相鄰車站
富士急行
■大月線
三峠（FJ11）－壽（FJ12）－葭池溫泉前（FJ13）

## 外部連結
- 壽站 （页面存档备份，存于） - 富士急行